# 狄奧多·阿多諾
狄奧多·W·阿多諾（德語：Theodor W. Adorno; 發音：[ˌteːodoːɐ̯ ʔaˈdɔʁno] ⓘ；1903年9月11日—1969年8月6日），德國社會學家，同時也是一位哲學家、音樂家以及作曲家。他是法蘭克福學派的成員之一，該學派的其他成員還包括了霍克海默、本雅明、马尔库塞、哈贝马斯等人。他同時也擔任過「電台計畫」的音樂部主任。
在成為青年樂評以及業餘社會學家之前，阿多諾本質上是個哲學思想家。外界給予他「社會哲學家」這個稱號，是著重在他的哲學思想中關於社會批判的面向，其社會批判思想也讓他自1945年起在法蘭克福學派的批判理論中取得顯赫的學術地位。

## 生平

### 在法蘭克福的早期生涯

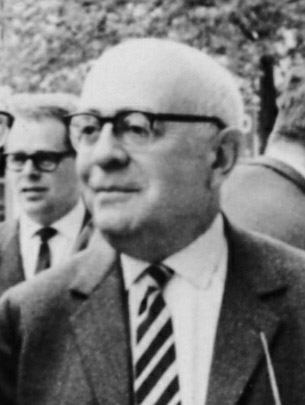
1964

狄奧多（小名泰迪；Teddie）生在法蘭克福，是酒商 Oscar Alexander Wiesengrund (1870-1946) 與女歌手 Maria Barbara (1865-1952; 本姓 Calvelli-Adorno) 兩人的獨生子。他的父親是改信新教的猶太人，母親則是意大利天主教徒。狄奧多原姓 Wiesengrund，而在後來的納粹德國時代，他將母親本姓的後半段 (Adorno) 更作為他的姓氏，並將原姓縮寫為 W，便成為今日眾人熟悉的名字：Theodor W. Adorno。在狄奧多小的時候，他那同樣具有音樂天分的阿姨，鋼琴家 Agathe Calvelli-Adorno (1868-1935)，也共同居住在他們家中。小狄奧多深深著迷於四手聯彈的鋼琴演奏。而他們家每年夏天前往Amorbach避暑的旅居行程，更是為其童年增添了許多歡樂。中學時期他就讀 Kaiser-Wilhelm-Gymnasium，其時即已展露了優異的天賦。他在十七歲的時候，就以名列前茅的成績提早從中學畢業。學校課業之外的暇餘，他跟著家教老師 Bernhard Sekles 學習作曲，並且與長他十四歲的好友齊格弗里德·科拉考爾在星期六的午後一同研讀康德的《純粹理性批判》。後來的阿多諾十分感激這些課外的閱讀學習，稱讚它們帶給自己的幫助比任何學校老師還多。在法蘭克福大學時期，他修習了哲學、音樂學、心理學與社會學。他十分迅速地完成了他的學業，在 1924 年末他以胡塞爾為主題發表了學位論文並順利畢業。在這段時間，他結識了最重要的學術伙伴：霍克海姆與本雅明。

### 逗留在維也納的小插曲
阿多諾待在法蘭克福的學生時期就已經寫過些樂評。他相信自己將來會以作曲跟樂評為業。因著這個目的，他利用關係找上Alban Berg（以歌劇伍采克聞名的音樂家），在1925年一月繼續前往維也納求學。他同時也和第二維也納樂派的名家建立起了聯繫，即Anton Webern 及阿诺德·勋伯格。他自己的音樂作品則是型塑自Berg和勋伯格的樂風。尤其是勋伯格開創的無調性音樂啟發了22歲的阿多諾在新音樂的哲學觀察之書寫，雖然他從未得到（勋伯格的）認同。在這個面向的失望促使他在以樂評為業與大學教授兼社會研究者兩者之間的權重有了增減。然而他仍持續幫前衛的Anbruch雜誌主筆。他的音樂學書寫已經可以看出他哲學上的目標。其它在維也納這段時間接觸到並持續影響阿多諾的還包括：從Karl Kraus（德語作家、語言學大師）的理論得到語言上的表現，盧卡契的小說理論燃起了他的熱情，和在文科中學就讀時期就接觸到的的歷史學、階級意識。

### 在法蘭克福的中期生涯
回到法蘭克福之後，阿多諾又再經歷了另一次挫敗。他那篇有關完形心理哲學的論文〈The Concept of the Unconscious in the Transcendental Theory〉（先验理論中的潛意識概念），但在論文指導教授Hans Cornelius及他的助理霍克海姆發表關切之後，1927年發表的論文第二年就全部收回了。他又花了3年多的時間才以〈Kierkegaard: Construction of the Aesthetic〉（祁克果：美學的建構）獲得大學教師資格，指導老師也換成了保羅·田立克。阿多諾在1931年的就職演說題目是：The Actuality of Philosophy（哲學的現實性），這也是他一生奉行的綱領。在其中他首次質疑了黑格爾的「整體性」概念，整體是虛無的（引自《最低限度的道德》），這也是他日後不變的信念。然而，1933年希特勒上台後，與其他含「非亞利安」（印歐）血統人遇到同樣命運：為納粹所逼害、壓迫。

### 往返於柏林與牛津之間 (1934-1937)
在轉學維也納大學的可能性落空後，阿多諾在父親的建議下考慮移居英國。在學術援助委員會的幫助下，阿多諾於 1934 年 6 月在牛津大學默頓學院註冊為進修生。 在牛津大學接下來的四年裡，阿多諾多次前往德國看望他的父母和仍然在校的格萊特。在柏林工作。在吉爾伯特·賴爾的指導下，阿多諾致力於對胡塞爾認識論的辯證批判。

## 理論
阿多諾的學說主要受到马克斯·韦伯、盧卡奇、本雅明的影響。阿多諾與霍克海默、马尔库塞等幾位主要的法蘭克福學派理論家一致認為，資本主義發展到最後，將能抑制或凍結那些能使其崩潰的力量，也就是說，可以將資本主義轉化為社會主義的革命時刻已經過去了。就如他在《否定的辯證法》（1966）一書中所述，哲學仍是有必要的，因為人們尚未對此一光景有所覺察。阿多諾認為，通過侵害革命意識的客觀基礎，通過凍結曾作為批判意識之基礎的個人主義，資本主義已經變得更加根深蒂固了。
阿多諾發現文化產業界缺乏內外批評，沒有潛力。就他來看，人們都被文化界的媒體廣告操縱。流行文化使得現代人很被動；唾手可得的快樂讓人變得易於滿足，溫良恭順，忽視現下的經濟環境。各個文化產品雖然看來有別，但實際上還是同一模子刻出來的。
他寫到：「『大家都收到標準版消費品。』但這些東西藏在『味道控管和官方文化中的假個人主義』裡面。」
阿多諾認為這是假個体化、同質化現象，而這種大型文化威脅到更具深度的藝術產業；雖然文化產業製造資本主義的供給、需求，但實際上是假的，因為真正的供求，對阿多諾而言，應具自由、創造精神，及能令人真正快樂的。整體而言，阿多諾認為：資本主義的問題就是純粹以市場來完全代表真正需求，但無視假需求之存在，故而使人是非不分。

## 阿多諾的譯作引入
将具有威权主义人格者视为具有法西斯主义人格的人，并建立了著名的“F衡量尺度”诊断表。

## 阿多諾的音樂理論
阿多諾的理論方法與他對音樂的理解有著密切聯繫。
1. 流行音樂和爵士樂是標準化的（成功模式的複製、假個人化）。
2. 流行音樂和爵士樂推銷的是「被動的聆聽」（用以逃避）。
3. 流行音樂和爵士樂是「社會的水泥（黏著劑）」（用以鞏固當前權力結構的需求）

## 著作
- 《多棱镜：文化批判與社會》(1955)
- 《啟蒙辩證法》(1947，與霍克海默合著)
- 《新音樂的哲學》(1949)
- 《否定的辨證法》(1966)
- 《社會批判論集》(1967)
- 《音樂社會學導論》(1968)
- 《文學筆記》(共3卷，1966─1969)
- 《美學理論》(1970)

## 文獻
- 何乏筆：〈如何批判文化工業？阿多諾的藝術作品論與美學修養的可能〉。